# خرية ال عبدوليس (ذي ناعم)

تعديل مصدري - تعديل

خرية ال عبدوليس هي إحدى قرى عزلة الرباط بمديرية ذي ناعم التابعة لمحافظة البيضاء، بلغ تعداد سكانها 186 نسمة حسب تعداد اليمن لعام 2004.